# Завязь

I — верхняя завязь, II — полунижняя завязь, III — нижняя завязь (a — андроцей, g — гинецей, p — лепестки, s — чашелистики, r — ось цветка)

За́вязь — замкнутое полое вместилище, нижняя вздутая (расширенная) часть пестика обоеполого или женского цветка. Завязь содержит надёжно защищённые семяпочки. После оплодотворения завязь превращается в плод, внутри которого находятся семена, развившиеся из семязачатков (отсюда название «покрытосеменные» — в отличие от голосеменных, у которых семена лежат на мегаспорофиллах голо, то есть непокрыто).
Завязь выполняет функцию влажной камеры, предохраняющей семязачатки от высыхания, колебания температуры и поедания их насекомыми.
Завязь и рыльце пестика, которое служит для улавливания пыльцы, соединяются столбиком (если в цветке несколько пестиков, их верхние суженные части называют стилодиями).
Завязь может быть одно- или многогнёздной (в последнем случае она разделена перегородками на гнёзда; иногда гнёзда разделяются ложными перегородками).
По типу расположения в цветке завязи называются:
- Верхняя (свободная) завязь — прикрепляется основанием к цветоложу, не срастаясь ни с какими частями цветка (в этом случае цветок называют подпестичным или околопестичным).
- Полунижняя завязь — срастается с другими частями цветка, гипантием или цветоложем, но не у самого верха, верхушка её остается свободной (в этом случае цветок называют полунадпестичным).
- Нижняя завязь — находится под цветоложем, остальные части цветка прикрепляются у её вершины (в этом случае цветок называют надпестичным).